# 里奇平坦流形
數學中，里奇平坦流形（Ricci-flat manifold）是里奇張量為零的黎曼流形。在物理學中，它們代表了愛因斯坦方程在任何維數之黎曼流形且宇宙常數為零的類比，其所具有的真空解。里奇平坦流形是愛因斯坦流形的特殊情形，後者的宇宙常數並不需要為零。
里奇平坦流形在一般情形下，被限制屬於和乐群。其中重要的例子包括有卡拉比–丘流形與超凱勒流形。